# 야지마 미용실
야지마 미용실(矢島美容室 야지마 비요시쓰[*])은 일본의 프로젝트 음악 그룹이다. 야지마 미용실은 후지TV의 버라이어티 쇼 《톤네루즈의 여러분 덕분입니다》에서 결성되었다.

## 멤버
- 마가렛 카메리아 야지마 : 1961년생 본명은 이시바시 다카아키(石橋貴明) 일본의 코미디언, 가수, 배우.
- 스트로베리 카메리아 야지마 : 1962년생 본명은 키나시 노리타케(木梨憲武) 일본의 코미디언, 가수, 배우.
- 나오미 카메리아 야지마 : 1979년생 활동명 DJ OZMA. 일본의 가수.

## 음반 목록

### 싱글
1. 니혼노미카타 -네바다카라키마시타- (ニホンノミカタ -ネバダカラキマシタ- 네바다에서 왔습니다[*], 2008년 10월 29일)
2. SAKURA -하루오우타우네바타- (SAKURA -ハルヲウタワネバダ-, 2009년 3월 25일)
3. 하마구리본바 (はまぐりボンバー, 2009년 7월 8일)
4. 메가미노치카라 (メガミノチカラ 여신의 힘[*], 2010년 2월 10일)
5. 아이도루미타이니우타와세테 (アイドルみたいに歌わせて 아이돌처럼 노래하게 해줘[*], 2010년 4월 21일) ※‘야지마 미용실 feat. 프린세스 세이코’ 명의

### 앨범
1. 오카유이토코로와고자이마셍카 (おかゆいところはございませんか? 가려운 곳은 없습니까?[*], 2010년 3월 3일)